# Collichthys niveatus
Collichthys niveatus es una especie de pez de la familia Sciaenidae en el orden de los Perciformes.

## Morfología
• Los machos pueden llegar alcanzar los 15 cm de longitud total.

## Depredadores
En la China es depredado por Cynoglossus semilaevis .

## Hábitat
Es un pez de clima subtropical y demersal.

## Distribución geográfica
Se encuentra en el Océano Pacífico occidental: desde el Mar Amarillo hasta el Mar de China Oriental.

## Observaciones
Es inofensivo para los humanos.